# Campsicnemus penicillatus
Campsicnemus penicillatus är en tvåvingeart som beskrevs av Octave Parent 1934. Campsicnemus penicillatus ingår i släktet Campsicnemus och familjen styltflugor. Inga underarter finns listade i Catalogue of Life.